# Next to Normal
Next to Normal est une comédie musicale rock américaine de 2008 avec un livret et des paroles de Brian Yorkey et des musiques de Tom Kitt. L'histoire est centrée sur une mère aux prises avec une aggravation de son trouble bipolaire et les effets que la gestion de sa maladie a sur sa famille. La comédie musicale aborde le deuil, la dépression, le suicide, la toxicomanie, l'éthique de la psychiatrie moderne et les dessous de la vie en banlieue.

## Résumé
Des années plus tôt, Diana Goodman, jeune mère de famille étasunienne, a perdu son fils Gabe.
Profondément impactée par la mort de son enfant, la bipolarité de Diana n'a cessé de s’aggraver et elle peine de plus en plus à lutter contre ses démons. Petit à petit, son état impacte sa famille au complet. Son mari Dan et leur fille Natalie tentent de lui venir en aide tout en affrontant leurs propres souffrances.
Mais le souvenir de Gabe est toujours plus envahissant, au point de vampiriser tous les Goodman...

## Argument détaillé

### Acte I
Milieu de la nuit, dans une banlieue américaine. Une jeune mère de famille, Diana Goodman veille tard en attendant le retour de son fils Gabe. Ce dernier a enfreint le couvre-feu. Natalie, sa fille, est également debout. Lycéenne extrêmement talentueuse mais angoissée, Natalie étudie avec anxiété et redoute les examens à venir. Diana encourage sa fille à faire une pause et la pousse à se reposer. Peu après, Gabe rentre à la maison et le mari de Diana, Dan, se réveille à son tour (Preprise – Let There Be Light). Il aide la famille à se préparer pour la journée (Just Another Day). Diana s’attelle au repas du midi mais Dan et Natalie l'arrêtent lorsqu'ils se rendent compte que les sandwichs qu'elle est en train de préparer couvrent désormais toutes les surfaces de la cuisine... Alors que Dan soutient une Diana désorientée, Natalie et Gabe partent pour le lycée.

Natalie se rend à la salle de musique de son établissement où elle libère ses émotions en délivrant un récital de piano. En jouant, elle évacue une partie de la colère et de la frustration qu'elle s'acharne à refouler (Everything Else). Elle croise alors Henry, l'un de ses camarades de classe ; ce dernier l'admire en secret sans jamais osé l'aborder.

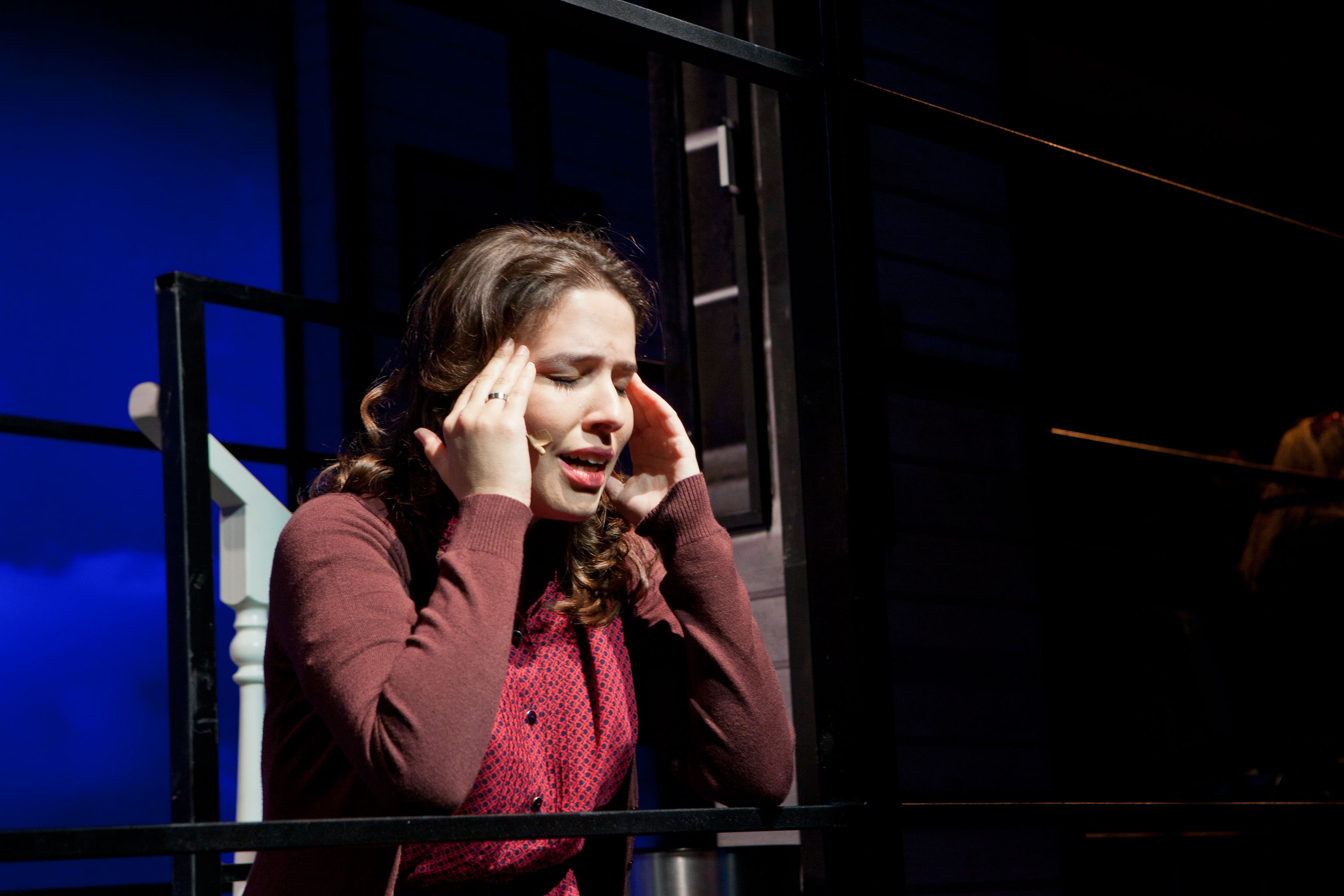
Diana au bord du gouffre (ici campée par Ayelet Robinson au Habima National Theatre).

Pendant ce temps, Diana se rend à plusieurs reprises chez l'un de ses psychiatres, le Docteur Fine. Le médecin lui prescrit une quantité monstrueuse de médicaments : tous les cachets causent des effets secondaires physiques quasi-débilitants. Resté dans la voiture à l'attendre, Dan guette la fin de ces rendez-vous en s'interrogeant sur sa propre santé mentale (Who's Crazy?/My Psychopharmacologist and I). Lorsque Diana prend un médicament qui l'anesthésie au point de la débarrasser de tout sentiment, le médecin déclare son état stable et la renvoie chez elle.
Après avoir assisté à l'idylle naissante entre Natalie et Henry (Perfect For You), Diana pleure la perte de son ancienne vie. Elle regrette les jours où elle vivait à la fois dans la douleur et la joie, par opposition à l'engourdissement causé par son nouveau traitement (I Miss the Mountains). À la suggestion de Gabe, elle jette ses médicaments dans les toilettes.
De son côté, Dan organise le dîner et convie Henry à se joindre à eux (It's Gonna Be Good). Lorsque Diana apporte le gâteau d'anniversaire de Gabe, la soirée idyllique se fissure : aussi gentiment qu'il le peut, Dan lui rappelle que leur fils est mort il y a près de seize ans et qu'il n'est qu'une hallucination (He's Not Here). Bouleversée, Natalie se précipite dans sa chambre, Henry sur les talons.

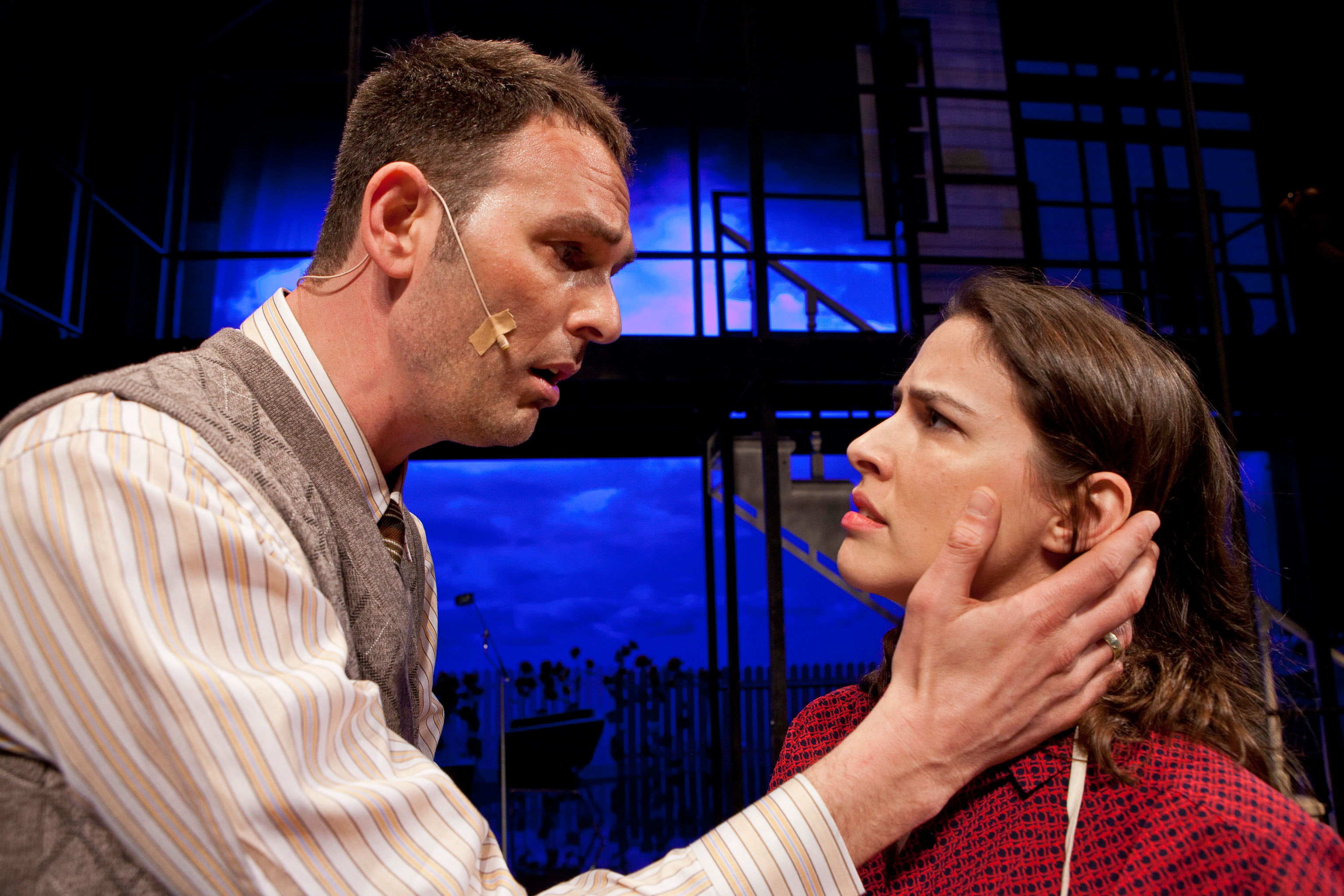
Diana (Ayelet Robinson) et Dan (Doron Oren) ne parviennent plus à communiquer.

Dan débarrasse la table tandis que Diana révèle qu'elle a arrêté ses médicaments. Alors que son mari essaie de faire preuve d'empathie envers elle, elle se met en colère. Furieuse, elle lui reproche de ne pas comprendre sa douleur (You Don't Know). Dan la supplie de le laisser l'aider comme il le peut, lui rappelant qu'il a toujours été présent et dévoué à ses côtés. Alors que Diana se radoucit, ils sont interrompus par une vision de Gabe, que seule sa mère peut voir. Diana se raccroche immédiatement au fantôme de son fils et rejette Dan (I Am the One).
A l'étage, Natalie s'autorise enfin à lâcher prise : elle avoue à Henry tout ce qui la taraude, à commencer par l'attachement de sa mère pour son frère défunt. Dans l'ombre permanente de Gabe, Natalie peine à exister et tisser des liens avec Diana. Cette dernière entend leur conversation. Lasse, elle ne peut lui offrir qu'un maigre réconfort en affirmant qu'elle aime sa fille autant qu'elle le peut (Superboy and the Invisible Girl).
A bout, Diana prend rendez-vous avec son autre médecin, le Docteur Madden. Ce dernier lui propose une thérapie via l'hypnose. Au cours de la séance, Diana voit Gabe : ce dernier, en adolescent tyrannique et charismatique, réaffirme la domination qu'il a sur elle et le contrôle qu'il déploie sur sa vie (I'm Alive). Diana révèle des détails intimes sur les effets de sa maladie : elle n'a pas pu s'occuper de Natalie lors de la naissance de sa fille. Au même moment, Natalie joue un récital de piano devant un jury. En découvrant que ses parents ne sont pas présents dans le public, elle sabote son morceau (Make Up Your Mind/Catch Me I'm Falling).
Le médecin de Diana l'encourage à rentrer chez elle, passer du temps avec Natalie et se débarrasser d'une boîte contenant les vieilles affaires de Gabe. Diana accepte, consciente que ce geste est un premier pas pour le laisser partir, et va trier la caisse au sous-sol. Mais elle est vite confrontée à une nouvelle hallucination de Gabe (I Dreamed a Dance). L'intéressé la convainc de se suicider, arguant qu'il s'agit de leur unique moyen d'être ensemble (There's a World).
La tentative de suicide de Diana échoue et la jeune femme est hospitalisée. Le Docteur Madden prend Dan à part et lui suggère une thérapie par électrochocs. À son sens, il s'agit de l'une des seules options restantes. Profondément ébranlé par les événements, Dan approuve puis rentre à la maison et nettoie le sous-sol. Il efface méticuleusement toutes les traces de la tentative de suicide et, alors qu'il s'affère, est sur le point de céder à la dépression. Il se raccroche aux belles années passées avec Diana pour s'en sortir (I've Been). De retour au domicile, Natalie discute avec son père et apprend, ulcérée, qu'il a accepté l'électroconvulsivothérapie. Furieuse, elle s'oppose farouchement à cette idée.
À son retour à l'hôpital, Dan découvre que Diana est devenue agressive avec le personnel qui veut lui faire signer les papiers pour le traitement par électrochocs. Elle compare cette méthode à la scène culte du film Vol au-dessus d'un nid de coucou (Didn't I See This Movie?). Dan insiste pour rester seul avec sa femme. Une fois en tête à tête, il parvient à la convaincre de tenter cette thérapie, affirmant qu'ils tiennent peut-être là leur seul moyen de reprendre un quotidien normal (A Light in the Dark). Diana accepte à contrecœur et signe les papiers.

### Acte II
Durant deux semaines, Diana reçoit une série de traitements par électrochocs.
Pendant que sa mère est internée, Natalie, plus seule que jamais, s'engouffre dans une spirale auto-destructrice. Elle expérimente différentes drogues et fréquente des boîtes de nuit où elle se met en danger. Henry, alarmé par l'état de la jeune fille, s'assure de sa sécurité et la raccompagne à plusieurs reprises chez elle. Un jour où elle teste une substance, Natalie semble partager une hallucination collective avec sa mère, laquelle met en exergue leurs états émotionnels (Wish I Were Here).
Lorsque Diana sort enfin de l'hôpital, les électrochocs se sont avérés destructeurs : elle a perdu la mémoire des dix-neuf dernières années - y compris le souvenir de son fils décédé (Song of Forgetting). La voyant ainsi, Natalie exprime ses inquiétudes quant à l'efficacité de ce prétendu "remède" ; Dan, lui, veut encore croire que les effets sont temporaires et que Diana redeviendra celle qu'elle était avant.
De plus en plus inquiet, Henry confronte Natalie sur son addiction aux drogues et la séparation qui se creuse entre eux jour après jour. Dans l'espoir de renouer avec elle, il lui demande d'être sa cavalière au bal de l'école, une invitation que Natalie décline immédiatement ("Hey #1").
Pendant ce temps, Dan interroge le Docteur Madden sur la perte de mémoire de Diana. Il apprend qu'il s'agit d'un effet secondaire relativement courant de l'électroconvulsivothérapie (Seconds and Years). Comme la mort de Gabe a marqué les débuts de sa dépression, Dan ne sait pas s'il doit rappeler à son épouse qu'ils avaient un fils.
À la maison, père et fille aident Diana à trier une boîte de photos et à retrouver les souvenirs de son ancienne vie. Ils omettent toute mention de l'existence de Gabe (Better Than Before). Cependant, par la suite, Diana est brièvement confrontée à une image de son fils, ce qui l'alarme : elle sent qu'elle a oublié une part essentielle de sa vie (Aftershocks).
Peu après, Henry invite à nouveau Natalie au bal mais elle campe sur ses positions et le repousse. Malgré le rejet de l'adolescente, le jeune homme insiste pour venir la chercher le lendemain, au cas où elle changerait d'avis et voudrait échapper à ses problèmes le temps d'une soirée (Hey #2).
Diana rend visite au Docteur Madden. Le psychiatre lui révèle accidentellement l'existence de son fils, sans savoir que Dan ne l'a pas encore fait (You Don't Know - Reprise).
Sous le choc, Diana rentre chez elle et fouille dans les vieilles affaires familiales. Elle tombe sur celles de Gabe. Meurtrie, elle déniche une vieille boîte à musique dont la berceuse l'aidait à l'endormir quand il était bébé. Dan la retrouve en train de se remémorer la nuit où leur fils est mort. Il lui explique à contrecœur que Gabe est mort d'une maladie que les médecins n'avaient pas décelée (How Could I Ever Forget?).
Diana admet confusément qu'elle se souvient avoir eu des hallucinations où Gabe était adolescent. Une dispute éclate au sein du couple (It's Gonna Be Good - Reprise). Natalie assiste à la discorde entre ses parents lorsque leurs ressentiments atteignent leur point culminant. Natalie se réfugie dans sa chambre et y découvre Henry. Le jeune homme l'attend pour l'emmener au bal.

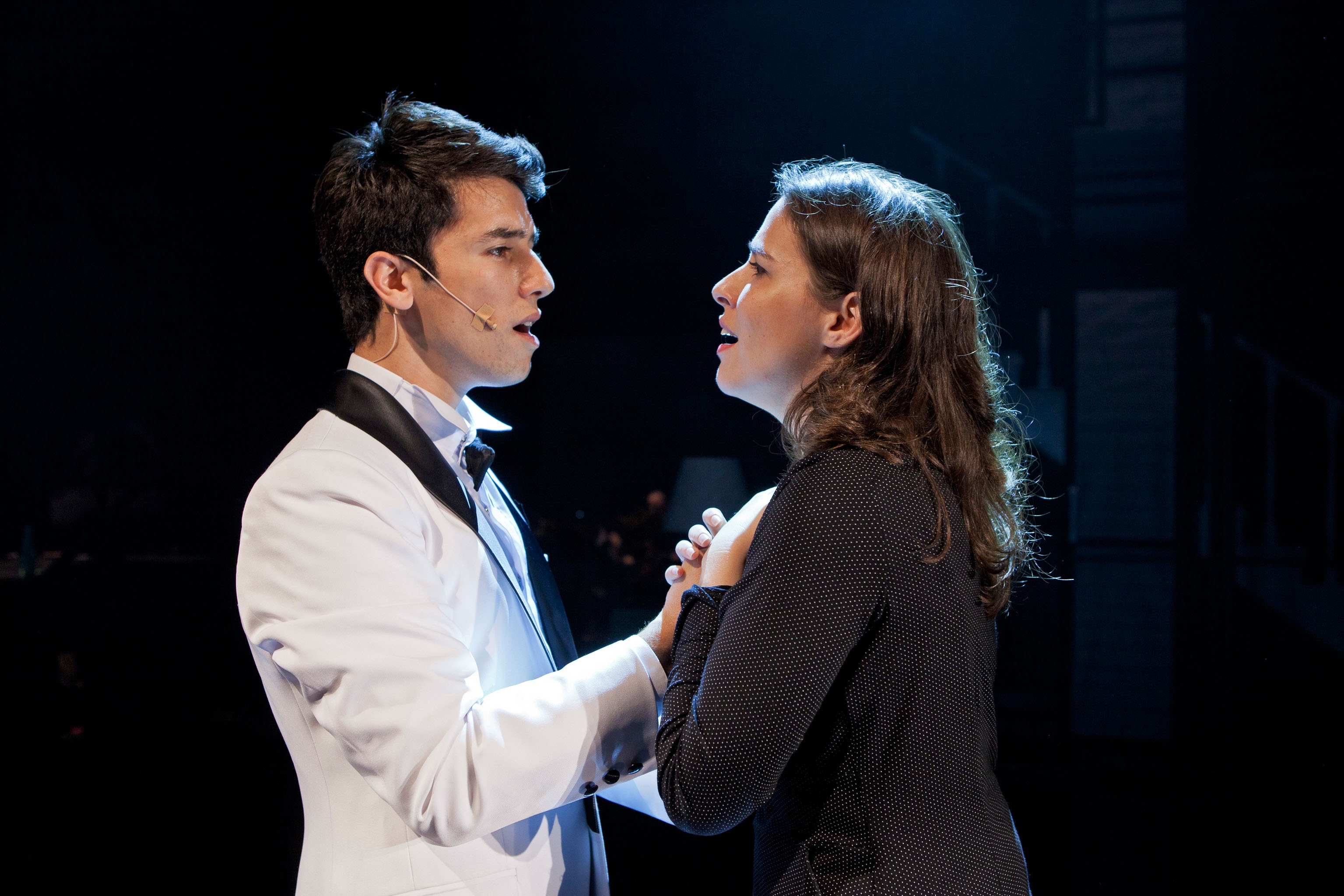
Diana (Ayelet Robinson) est toujours hantée par la douleur d'avoir perdu Gabe (Harel Skaat).

Diana finit par interroger Dan : pourquoi reste-t-il avec elle en dépit de tout ce qu'elle lui fait subir et comment peut-il supporter toute la douleur qu'ils ont vécue ensemble ? Il lui rappelle ses vœux de mariage et jure de préserver leur amour, peu importe à quel point elle le repousse. À l'étage, Henry fait une promesse similaire à Natalie (Why Stay?/A Promise). Alors que la douceur de Dan semble avoir un effet bénéfique sur Diana, elle revoit Gabe et est immédiatement fascinée par lui. Elle s'éloigne derechef de son mari (I'm Alive - Reprise). Natalie met Henry à la porte.
Bien que Dan la supplie de rester, Diana quitte la maison et retourne voir le Docteur Madden. Frustrée par la vacuité de ses années de traitement, elle se demande si son chagrin d'avoir perdu son fils doit vraiment être soigné (The Break). Le Docteur Madden tente de la raisonner et de la garder au cabinet. Il lui recommande d'autres traitements et la reprise des électrochocs mais elle met un terme au rendez-vous (Make Up Your Mind/Catch Me I'm Falling - Reprise).
Une fois dehors, elle songe à Natalie et, pour la première fois, note les similitudes entre elles deux. Elle retrouve sa fille. Natalie et Diane s'enlacent et jurent que, d'une manière ou d'une autre, elles auront une vie presque normale (Maybe (Next to Normal)). Diana conduit Natalie au bal, où Natalie retrouve Henry. L'adolescente s'inquiète de souffrir des mêmes problèmes que sa mère et Henry promet de la soutenir quoi qu'il arrive (Hey #3/ Perfect For You - Reprise).
Diana rentre chez elle et annonce à Dan qu'elle le quitte : même si elle l'aime toujours, ils doivent tous les deux faire face à leur deuil, chacun de leur côté (So Anyway).
Dévasté, Dan se souvient de ses années de dévotion envers elle et, pour la première fois, il est à son tour confronté à une vision de Gabe (I Am the One - Reprise). Le père et le fils s'étreignent ; Dan prononce le nom de Gabe pour la seule et unique fois de la comédie musicale. Ayant enfin accepté la perte de son fils, Dan laisse Gabe disparaître.
Natalie rentre chez elle pour découvrir que sa mère est partie. Malgré toutes les émotions intenses et contradictoires qu'elle ressent, elle décide néanmoins de poursuivre sa relation avec Henry, laissant à leur amour une chance d'exister. Diana emménage temporairement chez ses parents, toujours déprimée mais avec davantage d'espoir qu'elle n'en a jamais eu. Enfin confronté à son chagrin, Dan est prêt à se recentrer sur lui et affronter son propre deuil. Il rend visite au Docteur Madden ; ce dernier lui recommande un autre psychiatre avec qui il pourra parler. Gabe est vu par le public une dernière fois. Il a abandonné toute son aura menaçante. Cette fois-ci, il transmet un message d'espoir et la famille s'adapte à son nouveau mode de vie (Light).

## Numéros musicaux

### 2008 (Off-Broadway)
| Acte I - "Prelude" – Orchestra - "Preprise – Let There Be Light" – Dan, Natalie, Diana - "Just Another Day" – Diana, Natalie, Gabe, Dan - "Everything Else" – Natalie - "More... And More... And More" – Diana, Natalie, Gabe, Henry, Doctor Madden - "The Cavalry" – Dan - "Who's Crazy"/ " My Psychopharmacologist and I" – Dan, Doctor Fine, Diana - "Perfect For You" – Henry, Natalie - "I Miss the Mountains" – Diana - "It's Gonna Be Good" – Dan, Natalie, Henry, Diana - "He's Not Here" – Dan - "You Don't Know" – Diana - "I Am the One" – Dan, Gabe, Diana - "Superboy and the Invisible Girl" – Natalie, Diana, Gabe - "Open Your Eyes" – Doctor Madden - "I'm Alive" – Gabe - "Make Up Your Mind"/ "Catch Me I'm Falling" – Doctor Madden, Diana, Dan, Natalie, Gabe, Henry - "A Good Step" – Orchestra - "I Dreamed a Dance" – Diana, Gabe - "There's a World" – Gabe - "In the Light" – Dan - "E.C.T." – Orchestra - "I've Been" – Dan, Gabe - "Didn't I See This Movie?" – Diana - "A Light in the Dark" – Dan, Diana - "Feeling Electric" – Diana, Gabe, Dan, Doctor Madden, Natalie, Henry | Acte II - "Growing Up Unstable" – Natalie - "Song of Forgetting" – Dan, Diana, Natalie - "Hey #1" – Henry, Natalie - "Seconds and Years" – Doctor Madden, Dan, Diana - "Getting Better" – Doctor Madden, Diana, Natalie - "Better Than Before" – Doctor Madden, Dan, Natalie, Diana - "Aftershocks" – Gabe - "Hey #2" – Henry, Natalie - "You Don't Know" (Reprise) – Diana, Doctor Madden - "Music Box" – Gabe - "How Could I Ever Forget?" – Diana, Dan - "It's Gonna Be Good" (Reprise) – Dan, Diana - "Why Stay?"/ "A Promise" – Diana, Natalie, Dan, Henry - "I'm Alive" (Reprise) – Gabe - "The Break" – Diana - "Make Up Your Mind"/ "Catch Me I'm Falling" (Reprise) – Doctor Madden, Diana, Gabe - "Everything" – Diana, Natalie - "Hey #3”/ "Perfect For You" (Reprise) – Henry, Natalie - "So Anyway" – Diana - "I Am the One" (Reprise) – Dan, Gabe - "Finale (Let There Be Light)" – Diana, Dan, Natalie, Gabe, Henry, Doctor Madden |

### 2009 (Broadway)
| Acte I - "Prelude" – Orchestra - "Just Another Day" – Diana, Natalie, Gabe, Dan - "Everything Else" – Natalie - "Who's Crazy" / "My Psychopharmacologist and I" – Dan, Diana, Doctor Fine - "Perfect for You" – Henry, Natalie - "I Miss the Mountains" – Diana - "It's Gonna Be Good" – Dan, Gabe, Natalie, Henry, Diana - "He's Not Here" – Dan - "You Don't Know" – Diana - "I Am the One" – Dan, Gabe, Diana - "Superboy and the Invisible Girl" – Natalie, Diana, Gabe - "I'm Alive" – Gabe - "Make Up Your Mind" / "Catch Me I'm Falling" – Doctor Madden, Diana, Dan, Natalie, Gabe, Henry - "I Dreamed a Dance" – Diana, Gabe - "There's a World" – Gabe - "I've Been" – Dan, Gabe - "Didn't I See This Movie?" – Diana - "A Light in the Dark" – Dan, Diana | Acte II - "Wish I Were Here" – Diana, Natalie - "Song of Forgetting" – Dan, Diana, Natalie - "Hey #1" – Henry, Natalie - "Seconds and Years" – Doctor Madden, Dan, Diana - "Better Than Before" – Doctor Madden, Dan, Natalie, Diana - "Aftershocks" – Gabe - "Hey #2" – Henry, Natalie - "You Don't Know - Reprise” – Diana, Doctor Madden - "How Could I Ever Forget?" – Diana, Dan - "It's Gonna Be Good - Reprise” – Dan, Diana - "Why Stay?" / "A Promise" – Diana, Natalie, Dan, Henry - "I'm Alive - Reprise” – Gabe - "The Break" – Diana - "Make Up Your Mind" / "Catch Me I'm Falling - Reprise” – Doctor Madden, Diana, Gabe - "Maybe (Next to Normal)" – Diana, Natalie - "Hey #3" / "Perfect for You - Reprise” – Henry, Natalie - "So Anyway" – Diana - "I Am the One - Reprise” – Dan, Gabe - "Light" – Natalie, Dan, Diana, Henry, Doctor Madden, Gabe |

## Distributions anglophones
Le tableau ci-dessous recense les distributions des productions anglophones officielles de la comédie musicale.
| Rôle                          | Ateliers de Feeling Electric | Second Stage Theatre        | Off-Broadway       | Broadway           | Tournée Nationale US | East West Players | Off-West End            |
| Rôle                          | 2002                         | 2005 - 2006                 | 2008               | 2009               | 2010                 | 2018              | 2023                    |
| ----------------------------- | ---------------------------- | --------------------------- | ------------------ | ------------------ | -------------------- | ----------------- | ----------------------- |
| Diana Goodman                 | Sherie Rene Scott            | Alice Ripley                | Alice Ripley       | Alice Ripley       | Alice Ripley         | Deedee Magno Hall | Caissie Levy            |
| Dan Goodman                   | Norbert Leo Butz             | Joe Cassidy / Gregg Edelman | Brian d'Arcy James | J. Robert Spencer  | Asa Somers           | Cliffton Hall     | Jamie Parker            |
| Natalie Goodman               | Anya Singleton               | Mary Faber / Phoebe Strole  | Jennifer Damiano   | Jennifer Damiano   | Emma Hunton          | Isa Briones       | Eleanor Worthington Cox |
| Gabriel "Gabe" Goodman        | Benjamin Schrader            | Benjamin Schrader           | Aaron Tveit        | Aaron Tveit        | Curt Hansen          | Harrison Meloeny  | Jack Wolfe              |
| Henry                         | /                            | Skylar Astin                | Adam Chanler-Berat | Adam Chanler-Berat | Preston Sadleir      | Blaine Miller     | Jack Ofrecio            |
| Docteur Madden / Docteur Fine | Greg Naughton                | Anthony Rapp                | Asa Somers         | Louis Hobson       | Jeremy Kushnier      | Randal Miles      | Trevor Dion Nicholas    |

## Distributions internationales

### Europe
Le tableau ci-dessous recense quelques distributions européennes officielles.
| Rôle(s)                       | Norvège                 | Finlande        | Allemagne         | Italie                    | Espagne          | République-Tchèque |
| Rôle(s)                       | 2010                    | 2010            | 2013              | 2015                      | 2017             | 2019               |
| ----------------------------- | ----------------------- | --------------- | ----------------- | ------------------------- | ---------------- | ------------------ |
| Diana Goodman                 | Heidi Gjermundsen Broch | Jonna Järnefelt | Pia Douwes        | Francesca Taverni         | Nina             | Daniela Šinkorová  |
| Dan Goodman                   | Jon Bleiklie Devik      | Juha Juntu      | Thomas Borchert   | Antonello Angiolillo      | Nando González   | Zbyněk Fric        |
| Natalie Goodman               | Charlotte Frogner       | Vuokko Hovatta  | Sabrina Weckerlin | Laura Adriani             | Jana Gómez       | Katerina Herčíková |
| Gabriel "Gabe" Goodman        | Frank Kjosås            | Tuukka Leppänen | Dirk Johnston     | Luca Giacomelli Ferrarini | Guido Balzaretti | Stepan Komárek     |
| Henry                         | Thomas Bye              | Petrus Kähkönen | Dominik Hees      | Fabio Arrante             | Fabio Arrante    | Tomas Vanek        |
| Docteur Madden / Docteur Fine | Lasse Kolsrud           | Antti Timonen   | Ramin Dustdar     | Brian Boccuni             | Roger Berruezo   | Stepan Klouček     |

### Asie
Le tableau ci-dessous recense quelques distributions asiatiques officielles.
| Rôle(s)                       | Israël          | Corée du Sud                              | Japon             |
| Rôle(s)                       | 2012            | 2022                                      | 2023 - 2024       |
| ----------------------------- | --------------- | ----------------------------------------- | ----------------- |
| Diana Goodman                 | Ayelet Robinson | Park Kolleen / Choi Jeong-won             | Futo Nozomi       |
| Dan Goodman                   | Doron Oren      | Nam Kyeong-ju / Lee Geon-myeong           | Daisuke Watanabe  |
| Natalie Goodman               | Rona Promchenko | Lee Seo-youn / Lee Ah-jin / Lee Jeong-hwa | Naru Komukai      |
| Gabriel "Gabe" Goodman        | Harel Skaat     | Lee Seok-June / Yang Hee-jun / Noh Yoon   | Shōma Kai         |
| Henry                         | Gilad Shmueli   | Kim Hyun-jin / Choi Jae-woong             | Shion Yoshitaka   |
| Docteur Madden / Docteur Fine | Tomer Sharon    | Yoon Seok-won / Park In-bae               | Masaki Nakagouchi |

## Production

### Les prémices avecFeeling Electric
Les prémices de Next to Normal débutent en 1998 sous la forme d'un sketch intitulé Feeling Electric : sur une idée originale du parolier et librettiste Brian Yorkey, la trame se centre sur une femme subissant une thérapie par électrochocs et l'impact de sa maladie sur sa famille. Pour accompagner cette courte pièce de dix minutes, le compositeur Tom Kitt signe une musique rock. Feeling Electric est d'ores et déjà très critique à l'égard du monde médical et des méthodes employées sur les pathologies mentales. L'idée de faire évoluer le sketch en comédie musicale complète taraude rapidement les deux artistes.Tout en travaillant sur d'autres projets, Yorkey et Kitt élaborent ainsi Next to Normal.
La pièce achevée, divers ateliers de lecture sont montés dès 2002 : le premier se tient au Village Theatre d'Issaquah (Washington) puis dans plusieurs salles new-yorkaises, dont le Musical Mondays Theater Lab. Le casting original comprend Sherie Rene Scott (la mère), Norbert Leo Butz (le père), Anya Singleton (la fille), Benjamin Schrader (le fils) et Greg Naughton (le Docteur). Le show est toujours intitulé Feeling Electric et les personnages n'ont pas ni prénom ni nom. En outre, le personnage d'Henry ne figure pas au sein de l'intrigue.
Courant septembre 2005, Feeling Electric est présenté officiellement au New York Musical Theatre Festival avec Amy Spanger (la mère), Joe Cassidy (le père), Annaleigh Ashford (la fille), Benjamin Schrader (le fils) et Anthony Rapp (le médecin). Cette nouvelle mouture attire l'attention du producteur David Stone qui rejoint le projet.
A sa suggestion, appuyée par le nouveau metteur en scène Michael Greif, Yorkey et Kitt acceptent de modifier légèrement leur angle : la trame se concentre désormais sur la psychologie et la souffrance de la famille plutôt que sur le milieu médical et ses dérives. Les personnages ont désormais un prénom et la famille centrale s'appelle Brown. Le Second Stage Theatre accueille la pièce en 2006 et 2007 avec Alice Ripley (Diana), Anthony Rapp (Docteur Madden / Docteur Fine), et Skylar Astin (Henry). Joe Cassidy puis Gregg Edelman s'illustreront dans le rôle Dan ; Mary Faber puis Phoebe Strole décrocheront le rôle de Natalie.

### Le parcours Off-Broadway

#### Les débuts mitigés deNext to Normal

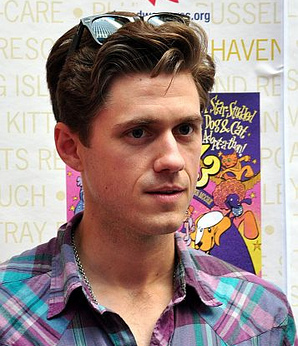
Aaron Tveit (ici en 2011) a été révélé par son interprétation de Gabe.

Pour ses débuts Off-Broadway sous sa forme quasi-définitive, la comédie musicale change de nom et s'intitule désormais Next to Normal. L'équipe retrouve pour la seconde fois le Second Stage Theatre, du 16 janvier au 16 mars 2008. La mise en scène est toujours signée par Greif, Anthony Rapp (qui incarnait les médecins sur les précédentes productions) est embauché comme assistant metteur en scène et la partie musicale est assurée par Sergio Trujillo.
De nombreux changements sont apportés. De l'aveu de Kitt, « Feeling Electric parlait de beaucoup de choses différentes et relevait aussi un peu du fantastique. [...] Et je pense qu'avec Next to Normal, on voulait revenir à quelque chose de beaucoup plus réaliste et beaucoup plus axé sur cette famille ». Si le ton est différent, l'ensemble compte également de petites différences notables. Le nom de famille, par exemple, est changé : les Brown deviennent les Goodman.
Côté distribution, Alice Ripley reprend le rôle de Diana. Le reste du casting est intégralement renouvelé. Il comprend désormais Brian d'Arcy James (Dan), Aaron Tveit (Gabe), Jennifer Damiano (Natalie), Adam Chanler-Berat (Henry) et Asa Somers (Docteur Madden / Docteur Fine).
Si la pièce rencontre le succès, les critiques sont globalement très mitigées : la presse évoquent une vision irresponsable de la bipolarité, une trame confuse ainsi qu'un mauvais équilibre entre la comédie et le pathos,,.

#### Ultimes modifications et consécration
En réponse aux retours négatifs, l'équipe décide d'effectuer d'autres changements majeurs, à la fois au livret et à la partition. La chanson titre originale, Feeling Electric, est supprimée. L'intrigue est davantage resserrée sur les émotions de Diana et de sa famille alors que chacun doit affronter une vérité difficile. En atténuant les passages les plus clinquants et les plus spectaculaires du spectacle, l'équipe se focalise sur les petits moments du quotidien, les relations compliquées entre les Goodman et l'intimité de la famille, notamment via une nouvelle composition centrée sur Diana et Natalie (Wish I Were Here).
Dans sa version enfin définitive, la comédie musicale se joue à l'Arena Stage (normalement située à Washington mais déplacée en Virginie durant la rénovation de son installation principale), du 21 novembre 2008 au 18 janvier 2009. La comédie musicale est toujours sous la direction de Greif. J. Robert Spencer décroche le rôle de Dan tandis que Louis Hobson campe les Docteurs Madden et Fine ; les autres acteurs principaux d'Off-Broadway sont de retour.
Cette ultime mouture reçoit cette fois un accueil dithyrambique, la presse louant la justesse du livret et l'efficacité émotionnelle des paroles.

### Next to Normalà Broadway

#### Du succès au triomphe
Next to Normal est transférée à Broadway au printemps 2009. L'ensemble de la troupe reprend ses rôles, une fois de plus sous la direction de Greif. La comédie musicale, initialement prévue pour le Longacre Theatre, se joue finalement au Booth Theatre à compter du 27 mars. Selon le producteur David Stone, l'endroit est une évidence (« nous savions que c'était le bon endroit pour Next to Normal »),.
Les critiques sont une fois encore très favorables,,,.
La production de Broadway s'achève le 16 janvier 2011, après 21 avant-premières et 733 représentations régulières,.

#### Une rentabilité inégalée
Le spectacle établit un record au Booth Theatre lors de la semaine du 3 janvier 2010 : il engrange 550 409 $ sur neuf représentations. Le record précédent était détenu par Faith Healer de Brian Friel, en 2006, avec un montant brut de 530 702 $.
Un an plus tard, Next to Normal s'affirme via un nouveau record pour sa dernière semaine à Broadway, celle du 16 janvier 2011. Elle engrange cette fois 552 563 $ pour huit représentations. Les producteurs récupèrent ainsi leur investissement initial de 4 millions de dollars, quelques jours seulement après le premier anniversaire du lancement à Broadway.
À la fin de sa programmation, Next to Normal rapporte 31 764 486 $, ce qui fait de lui le spectacle le plus rentable jamais produit au Booth Theatre. Il gagne le double du montant de son concurrent le plus proche, I'm Not Rappaport d'Herb Gardner.

### Renommée nationale et succès dans les pays anglophones

#### Aux Etats-Unis

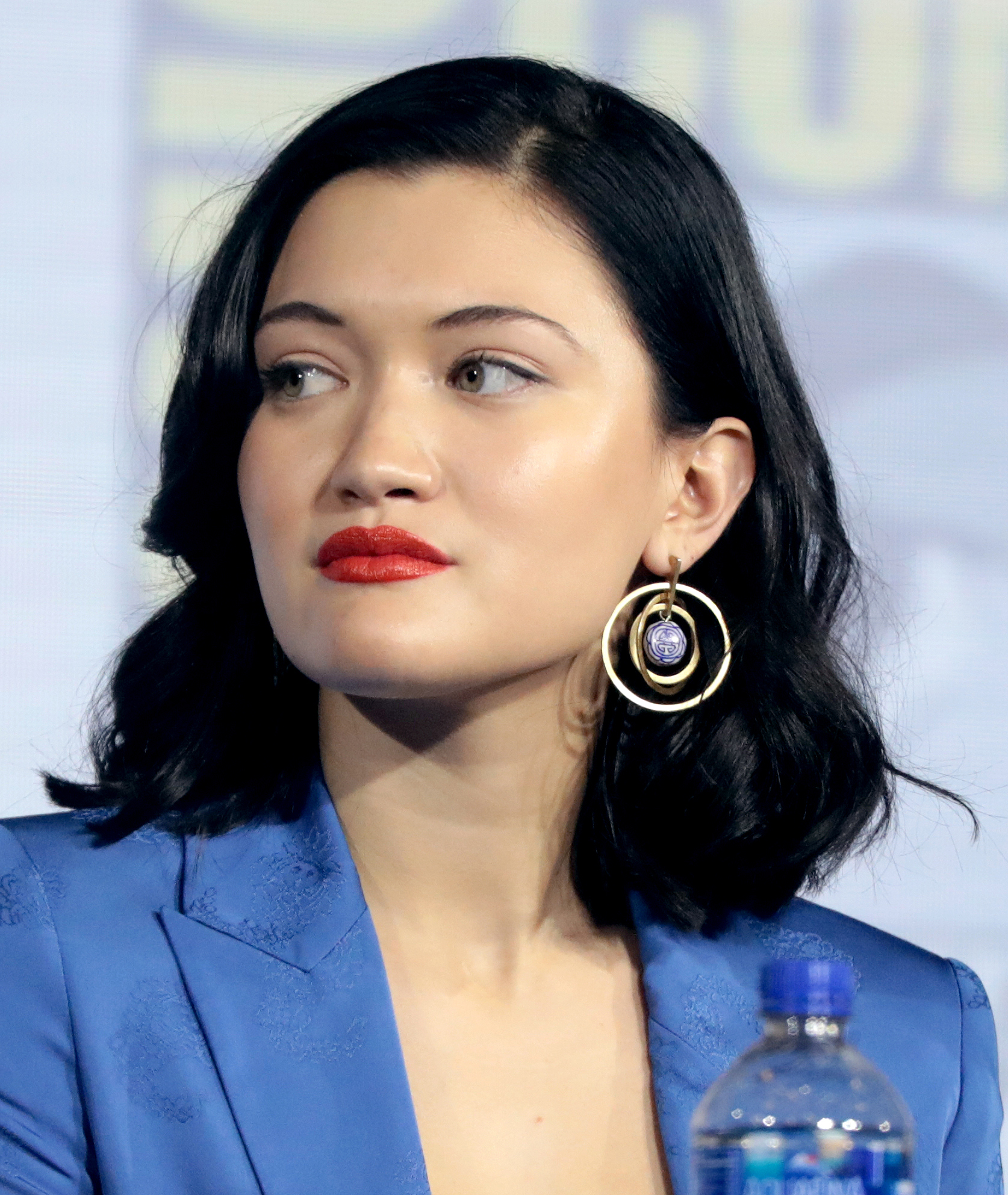
L'actrice américaine d'origine philippine Isa Briones (ici en 2019) campe Natalie dans la production encensée des East West Players.

La première tournée américaine débute en novembre 2010, toujours avec Alice Ripley dans le rôle principal,. Elle s'achève en juillet 2011.
Par la suite, la comédie musicale est jouée au TheaterWorks Hartford (2017, Connecticut) et au John F. Kennedy Center for the Performing Arts (2020, Washington).
Courant 2017, les East West Players, une troupe théâtrale d'origine asiatique basée à Los Angeles, annoncent une version axée autour de la diversité ethnique. Sous la direction de Nancy Keystone, la pièce est prolongée plusieurs fois, du 12 mai au 28 juin 2018. Cette production est récompensée plusieurs fois aux Ovation Awards. Le spectacle est salué pour son sujet ; plusieurs critiques notent que la manière dont la santé mentale est explorée s'intègre parfaitement au casting entièrement mixte. En effet, la sensibilisation au bien-être psychologique est particulièrement stigmatisée dans certaines communautés originaires d'Asie, notamment en raison du contexte culturel ou des rapports familiaux conflictuels. Le directeur artistique et producteur des East West Players, Snehal Desai, tient à souligner l'importance de « mettre en lumière la stigmatisation de la maladie mentale dans nos communautés » et espère créér autour de ce Next to Normal un espace de communication.

#### Hors du territoire étasunien
La première australienne s'est tenue au Melbourne Theatre Company, du 28 avril jusqu'au 4 juin.
En octobre 2022, la pièce est annoncée en Grande-Bretagne pour la première fois : elle est produite à Londres, en Off-West End, au Donmar Warehouse, dans une nouvelle mouture dirigée par Michael Longhurst. La comédie musicale est jouée du 12 août au 7 octobre 2023, plus de 15 ans après sa première création à New York. En 2024, elle est transférée au West End, au Wyndham's Theatre, dès le 26 juin. Elle est nommée dans plusieurs catégories aux WhatsOnStage Awards de la même année ; Jack Wolfe (Gabe) décroche le prix de Meilleur acteur secondaire dans un spectacle musical.

## Adaptations internationales
Outre son succès dans les pays anglophones, Next to Normal possède de nombreuses productions internationales.

### Pays nordiques
La première production non-anglophone est créée en septembre 2010 au Det Norske Teatret d'Oslo, en Norvège, sous la direction de Svein Sturla Hungnes. La distribution comprend notamment Heidi Gjermundsen Broch (Diana) et Charlotte Frogner (Natalie). Broch décroche le prix d'interprétation féminine le plus prestigieux du pays pour son rôle.
La Finlande, la Suède et le Danemark adapteront à leur tour Next to Normal, respectivement en 2010, 2012 et en 2021.

### Europe

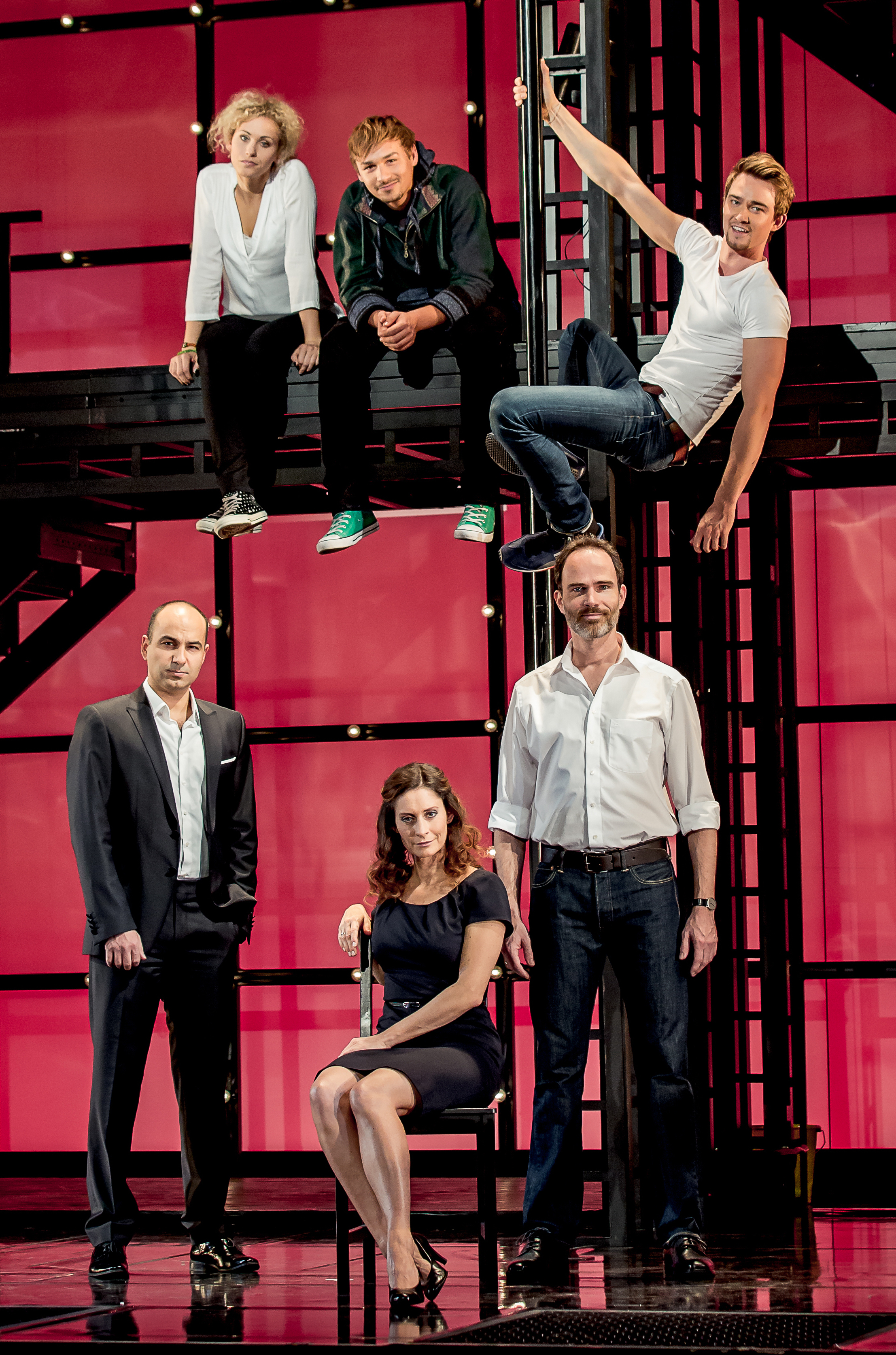
Le casting allemand (de gauche à droite et de haut en bas) : Sabrina Weckerlin, Dominik Hees, Dirk Johnston, Ramin Dustdar, Pia Douwes et Thomas Borchert.

Aux Pays-Bas, la première a lieu le 16 janvier 2012 au DeLaMar Theater d'Amsterdam. La distribution a pour tête d'affiche Simone Kleinsma dans le rôle de Diana.
Une production en langue allemande, traduite et mise en scène par Titus Hoffmann, débute le 11 octobre 2013 au Stadttheater de Fürth, en Bavière. La célèbre Pia Douwes campe Diana, Thomas Borchert incarne Dan, Sabrina Weckerlin joue Natalie, Dirk Johnston s'illustre en Gabe, Dominik Hees interprète Henry et Ramin Dustdar complète la distribution dans le double rôle des Docteurs.
La version italienne, produite par STM et mise en scène par Marco Iacomelli, se tient en 2015 au Teatro Coccia de Novare. Le casting comprend notamment Luca Giacomelli Ferrarini (Gabe), figure emblématique de la scène musicale italienne révélée par ses rôles de Macavity/Plato dans Cats et Mercutio dans Romeo e Giulietta, ama e cambia il mondo.
En 2016, au Portugal, elle sort sous le titre Quase Normal.
Depuis 2017, il y a également plusieurs productions en espagnol aux îles Canaries, à Barcelone, à Bilbao ou encore à Madrid. Cette version hispanique est intitulée Casi Normales.
En Pologne, le spectacle ouvre ses portes en avril 2019, au Teatr Syrena de Varsovie. La production est traduite et mise en scène par Jacek Mikołajczyk.

### Asie
Next to Normal est adaptée dans plusieurs pays : Philippines,, Japon, Singapour, Chine et Taïwan.
Elle est également très populaire en Corée du Sud où elle connaît plusieurs revivals en 2011, 2013, 2015 et 2022. La célèbre coréo-américaine Kolleen Park est liée au projet depuis ses débuts à Séoul. Elle reprend le rôle de Diana dans chaque mouture de la pièce, de 2011 à 2022.
La comédie musicale est également montée en Israël, au Habima National Theatre, avec Ayelet Robinson (Diana) et Harel Skaat (Gabe). Elle est adaptée par Daniel Efrat et mise en scène par Hanan Shanir.

### Amérique du Sud
La comédie musicale est produite au Pérou, au Mexique, au Brésil ou encore en Argentine.

## Accueil critique
Selon Ben Brantley du New York Times, la production de Broadway s'avère « une comédie musicale courageuse et époustouflante. C'est bien plus qu'une comédie musicale qui fait du bien : c'est une comédie musicale qui fait du bien à tout le monde ».
Pour Rolling Stone, la comédie musicale est la « meilleure [nouveauté] de la saison, et de loin ».
Next to Normal figure sur la liste des dix meilleures comédies musicales de l'année 2009 du site spécialisé Curtain Up.
Historien du théâtre et du cinéma américain, l'auteur John Kenrick déclare que le spectacle « brille d'un éclat à couper le souffle alors qu'il termine sa tournée à Broadway ».

## Récompenses et nominations
Après ses débuts en Off-Broadway, Next to Normal a reçu de nombreuses nominations. Elle décroche le Outer Critics Circle Award de la nouvelle partition exceptionnelle.
La production de Broadway a été nommée pour onze Tony Awards en 2009 et en a remporté trois : meilleure musique originale, meilleure orchestration et meilleure interprétation d'une actrice principale dans une comédie musicale pour Alice Ripley.
Next to Normal a également remporté le prix Pulitzer 2010 du théâtre, devenant ainsi la huitième comédie musicale de l'histoire à recevoir cet honneur. En attribuant le prix à Kitt et Yorkey, le Pulitzer Board a qualifié le spectacle de « comédie musicale rock puissante qui lutte contre la maladie mentale dans une famille de banlieue et élargit la portée des sujets des comédies musicales ».

### Production originale Off-Broadway
| Année | Cérémonie                   | Catégorie                             | Nommé(e)                              | Résultat   |
| ----- | --------------------------- | ------------------------------------- | ------------------------------------- | ---------- |
| 2008  | Drama League Awards         | Distinguished Production of a Musical | Distinguished Production of a Musical | Nomination |
| 2008  | Drama League Awards         | Distinguished Performance Award       | Brian d'Arcy James                    | Nomination |
| 2008  | Drama Desk Award            | Outstanding Actress in a Musical      | Alice Ripley                          | Nomination |
| 2008  | Drama Desk Award            | Outstanding Music                     | Tom Kitt                              | Nomination |
| 2008  | Outer Critics Circle Awards | Outstanding Actress in a Musical      | Alice Ripley                          | Nomination |
| 2008  | Outer Critics Circle Awards | Outstanding New Off-Broadway Musical  | Outstanding New Off-Broadway Musical  | Nomination |
| 2008  | Outer Critics Circle Awards | Outstanding New Score                 | Outstanding New Score                 | Lauréat    |
| 2008  | Lucille Lortel Awards       | Outstanding Musical                   | Outstanding Musical                   | Nomination |
| 2008  | Lucille Lortel Awards       | Outstanding Featured Actor            | Aaron Tveit                           | Nomination |
| 2008  | Lucille Lortel Awards       | Outstanding Lighting Design           | Kevin Adams                           | Nomination |

### Production originale de Virginie
| Année | Cérémonie          | Catégorie                                                 | Nommé(e)                            | Résultat   |
| ----- | ------------------ | --------------------------------------------------------- | ----------------------------------- | ---------- |
| 2009  | Helen Hayes Awards | Outstanding Non-Resident Production                       | Outstanding Non-Resident Production | Lauréat    |
| 2009  | Helen Hayes Awards | Outstanding Lead Actress, Non-Resident Production         | Alice Ripley                        | Lauréat    |
| 2009  | Helen Hayes Awards | Outstanding Lead Actor, Non-Resident Production           | J. Robert Spencer                   | Nomination |
| 2009  | Helen Hayes Awards | Outstanding Supporting Performer, Non-Resident Production | Jennifer Damiano                    | Nomination |
| 2009  | Helen Hayes Awards | Outstanding Supporting Performer, Non-Resident Production | Aaron Tveit                         | Lauréat    |

### Production originale de Broadway
| Année | Cérémonie                          | Catégorie                                           | Nommé(e)                           | Résultat   |
| ----- | ---------------------------------- | --------------------------------------------------- | ---------------------------------- | ---------- |
| 2009  | Tony Awards                        | Best Musical                                        | Best Musical                       | Nomination |
| 2009  | Tony Awards                        | Best Book of a Musical                              | Brian Yorkey                       | Nomination |
| 2009  | Tony Awards                        | Best Original Score                                 | Tom Kitt et Brian Yorkey           | Lauréat    |
| 2009  | Tony Awards                        | Best Performance by a Leading Actor in a Musical    | J. Robert Spencer                  | Nomination |
| 2009  | Tony Awards                        | Best Performance by a Leading Actress in a Musical  | Alice Ripley                       | Lauréat    |
| 2009  | Tony Awards                        | Best Performance by a Featured Actress in a Musical | Jennifer Damiano                   | Nomination |
| 2009  | Tony Awards                        | Best Direction of a Musical                         | Michael Greif                      | Nomination |
| 2009  | Tony Awards                        | Best Orchestrations                                 | Michael Starobin et Tom Kitt       | Lauréat    |
| 2009  | Tony Awards                        | Best Scenic Design                                  | Mark Wendland                      | Nomination |
| 2009  | Tony Awards                        | Best Lighting Design                                | Kevin Adams                        | Nomination |
| 2009  | Tony Awards                        | Best Sound Design                                   | Brian Ronan                        | Nomination |
| 2010  | Prix Pulitzer de l'œuvre théâtrale | Prix Pulitzer de l'œuvre théâtrale                  | Prix Pulitzer de l'œuvre théâtrale | Lauréat    |

### Production originale de Londres
| Année | Cérémonie           | Catégorie                              | Nommé(e)                    | Résultat   |
| ----- | ------------------- | -------------------------------------- | --------------------------- | ---------- |
| 2024  | WhatsOnStage Awards | Best New Musical                       | Best New Musical            | Nomination |
| 2024  | WhatsOnStage Awards | Best Performer in a Musical            | Cassie Levy                 | Nomination |
| 2024  | WhatsOnStage Awards | Best Supporting Performer in a Musical | Jack Wolfe                  | Lauréat    |
| 2024  | WhatsOnStage Awards | Best Musical Direction/Supervision     | Nick Barstow & Nigel Lilley | Nomination |
| 2024  | WhatsOnStage Awards | Best Casting Direction                 | Anna Cooper                 | Nomination |
| 2024  | WhatsOnStage Awards | Best Sound Design                      | Tony Gayle                  | Nomination |